# Mystères de la procession de Lille
Les mystères de la procession de Lille sont des pièces théâtrales médiévales, d'inspiration religieuse, composées et jouées au XVe siècle à Lille à l'occasion de la grande procession du dimanche suivant la Trinité.

## Corpus
Il ne subsiste qu'un seul manuscrit reprenant les textes de ces 72 mystères : il s'agit du Codex Guelf. 9 Blankenburg de la bibliothèque Herzog August à Wolfenbüttel. Parmi les mystères se trouvent 43 pièces tirées de l'Ancien Testament, 21 du Nouveau Testament, 4 de l'histoire romaine et 4 de la légende chrétienne.
Les 72 mystères traitent les motifs suivants :
- Ancien Testament

1. La création d'Adam et Eve
2. Abraham et les trois hôtes
3. Le sacrifice d'Abraham
4. Le mariage d'Isaac et Rebecca
5. La bénédiction d'Isaac
6. L'échelle de Jacob
7. Le viol de Dina
8. Joseph vendu par ses frères
9. Joseph et la provision des blés
10. La manne du ciel
11. La victoire sur Amalek
12. Les Tables de la Loi
13. La destruction de la cité d'Aï
14. Josué au secours de Gabaôn
15. Gédéon et la Toison
16. Le mariage de Booz et Ruth
17. La prise de l'arche par les Philistins
18. Le sacre de Saül
19. La guerre de Saül contre Amalek
20. L'attentat de Saül contre David
21. David et Jonathan
22. David et Abigail
23. Joab et Abner
24. David et Bethsabée
25. Le viol de Tamar
26. La guerre d'Absalom contre David
27. La révolte de Sheba contre David
28. Le dénombrement du peuple d'Israël
29. Le couronnement de Salomon
30. Le jugement de Salomon
31. Élie et les prophètes de Baal
32. La vigne de Naboth
33. La mort du roi Achab
34. L'enlèvement d’Élie au ciel
35. La guérison de Naamân
36. Le siège de Samarie
37. L'histoire de Tobie
38. Suzanne
39. Judith et Holopherne
40. Esther et Assuérus
41. Judas Maccabée
42. Héliodore et le trésor du temple
43. Darius et les trois jouvenceaux

- Nouveau Testament

1. La naissance de Jean-Baptiste
2. L'Annonciation et la Visitation
3. Le baptême de Jésus
4. La tentation au désert
5. La guérison du serviteur de Centurion
6. La conversion de Marie-Madeleine
7. La décollation de Jean-Baptiste
8. La guérison de la fille d'une Cananéenne
9. La Transfiguration
10. La femme adultère
11. La guérison de l'aveugle-né
12. Le bon Samaritain
13. Le débiteur impitoyable
14. Les ouvriers envoyés à la vigne
15. La résurrection de Lazare
16. La demande de Marie Salomé
17. L'apparition de Jésus au lac de Tibériade
18. L'Ascension
19. La guérison de l'impotent
20. Philippe et l'eunuque
21. L'arrestation de Pierre

- Histoire romaine

1. Mucius Sevola
2. Actilius Regulus
3. Le viol d'Orgia
4. Le juge d'Athènes

- Légende chrétienne

1. Octavien et la sibylle
2. L'histoire d'Eufrosine
3. Le miracle de l'abbesse grosse
4. Moralité de l'Assomption